# Europa-Center
Das Europa-Center ist ein Gebäudekomplex mit einem markanten Hochhaus am Breitscheidplatz im Berliner Ortsteil Charlottenburg. Von 1963 bis 1965 errichtet, wurde es neben der Gedächtniskirche bald zu einem Wahrzeichen West-Berlins. Mit 86 Metern Traufhöhe war der Büroturm bis zur Fertigstellung des Wohnhauses Fritz-Erler-Allee 120 in der Gropiusstadt einige Jahre lang das höchste Hochhaus der Stadt. Der gesamte Komplex steht heute unter Denkmalschutz.

## Die Vorgeschichte

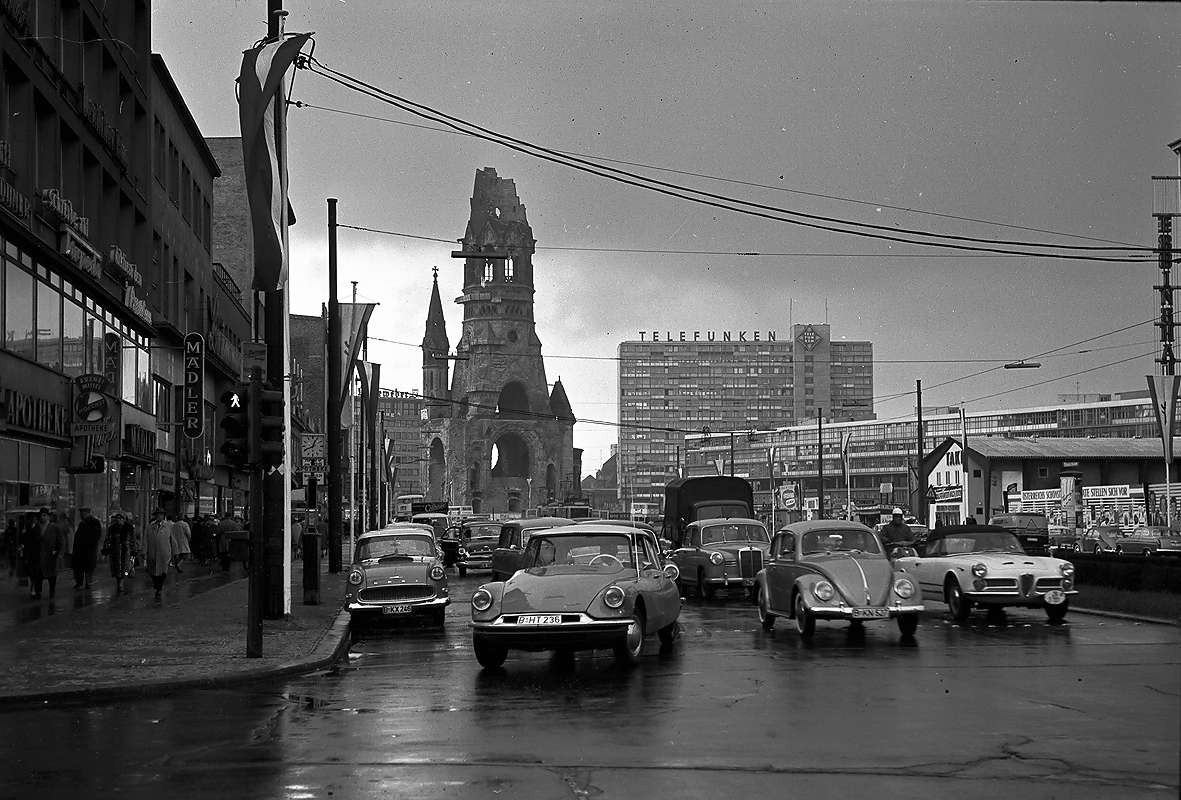
Blick von der Tauentzienstraße auf den Breitscheidplatz, 1960. Auf dem Gelände rechts entstand das Europacenter.

Auf dem Gelände des heutigen Europa-Centers im Neuen Westen Berlins befand sich im zweiten Romanischen Haus seit 1916 das Romanische Café – unter anderem ein Treffpunkt von Schriftstellern, Malern und Theaterleuten. Nach einem Bombenangriff im Zweiten Weltkrieg am 21. November 1943 lag das Haus in Trümmern. Nach dem Ende des Krieges wurden die Ruinen beseitigt und die Fläche eingeebnet. Fast zwei Jahrzehnte lang wurde das Grundstück nur provisorisch genutzt: Catcher, Zirkusleute und Missionare wechselten sich ab in behelfsmäßigen Bauten, dazu kamen Imbissbuden und vorübergehend ein Kino mit erotischen Unterhaltungsfilmen. Eine Lokalzeitung sah in dem Gelände einen „Schandfleck auf Berlins Visitenkarte“.

## Das Bauwerk

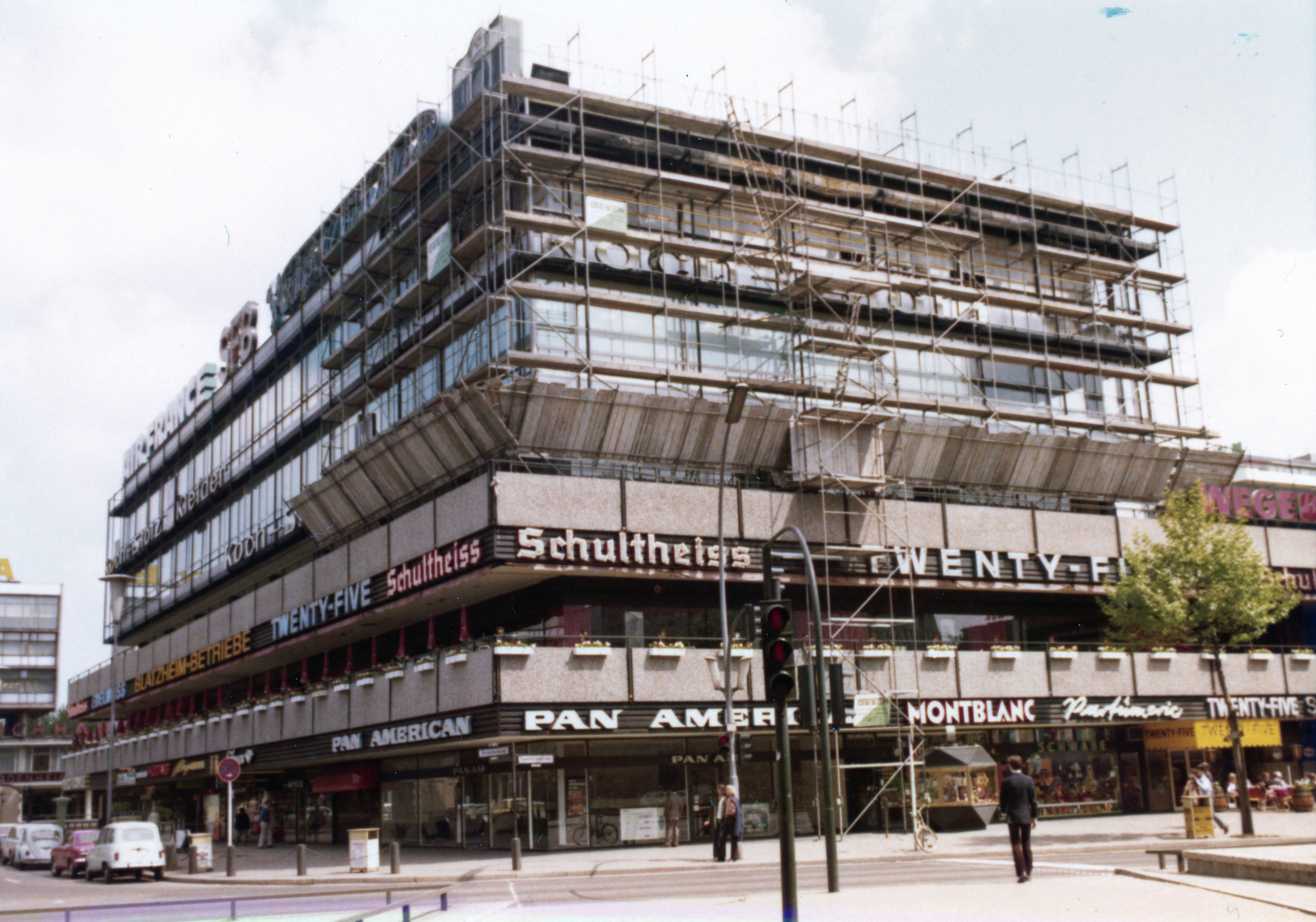
Das Europa-Center in den 1970er Jahren

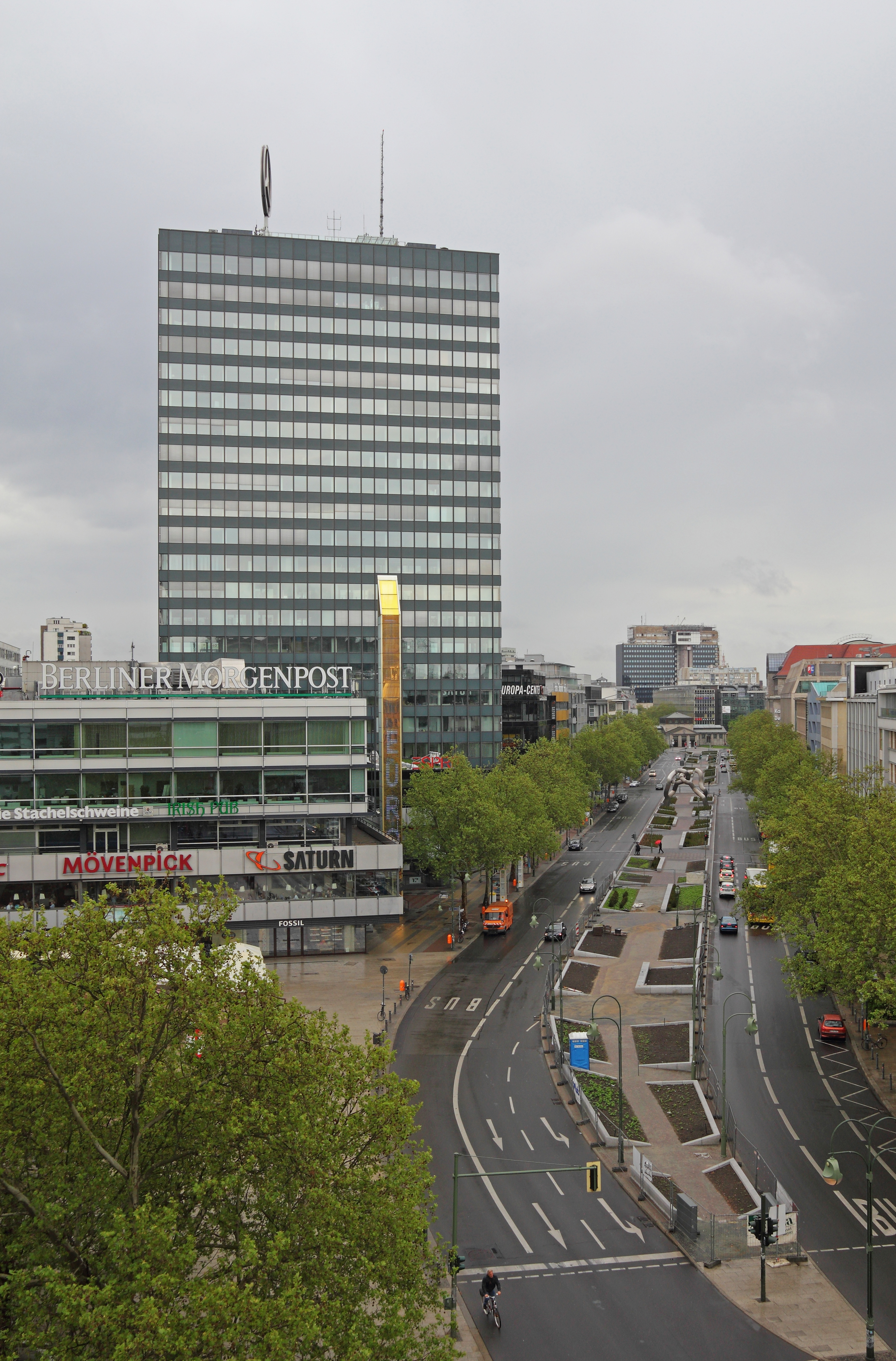
Europa-Center

Bald nach der Teilung der Stadt durch den Bau der Berliner Mauer im Jahr 1961 änderte sich das Bild. Neubauten waren politisch erwünscht und wurden gefördert – als Symbole für den Lebenswillen und die Lebensfähigkeit West-Berlins. Der Breitscheidplatz, ein zentraler Platz der westlichen Halbstadt, bedurfte neben der gerade fertiggestellten Kaiser-Wilhelm-Gedächtniskirche weiterer Aufwertung. Als Bauherr fand sich der Berliner Kaufmann und Investor Karl Heinz Pepper. Er beauftragte Helmut Hentrich und Hubert Petschnigg damit, ein Büro- und Einkaufszentrum nach amerikanischem Vorbild zu planen und zu errichten. Als künstlerischer Berater war der Architekt des Neubaus der Gedächtniskirche, Egon Eiermann, beteiligt.
Die Bauarbeiten am Europa-Center begannen im November 1963 und fanden mit der Einweihung durch den damaligen Regierenden Bürgermeister Willy Brandt am 2. April 1965 ihren Abschluss. Entstanden war ein Gebäudekomplex aus Glas und Stahl von 80.000 m² Gesamtfläche mit unterschiedlichen Baukörpern: einem zweigeschossigen Sockelbau mit Untergeschoss und zwei Innenhöfen, einem Kinogebäude, einem Hotel, einem Appartementhaus und dem schlanken kastenförmigen Büroturm (Office-Tower) mit 86 Meter Höhe (Gesamthöhe: 103 Meter), 21 Etagen und 13.000 m² Bürofläche. Dieses städtebaulich dominante und viel zitierte Bauwerk war bis zur Fertigstellung des Wohnhochhauses Ideal im Jahr 1969 das höchste Hochhaus in Berlin und das zweite Bürohochhaus in Deutschland nach Düsseldorf mit seinem Thyssen-Hochhaus. Der Bau kostete insgesamt 72 Millionen Mark (kaufkraftbereinigt in heutiger Währung: rund 175 Millionen Euro).
Seit seinem Bestehen haben am Europa-Center zahlreiche Umbauten und Modernisierungen dem Zweck gedient, die Attraktivität und damit den kommerziellen Erfolg zu steigern. So erhielten die Innenhöfe Überdachungen, die Kunsteisbahn in einem der Höfe wurde 1974 aufgegeben. Die Betreiber nannten für das Jahr 2005 folgende Zahlen: etwa 100 Ladengeschäfte und gastronomische Betriebe, täglich zwischen 20.000 und 40.000 Besucher. Im Jahr 2007 wurde nach umfangreichen Umbauarbeiten die mit 10.000 m² Verkaufsfläche größte Berliner Filiale der Elektronikkette Saturn an der Stelle des früheren Kinos Royal Palast eröffnet. Der gleichzeitig mit dem Europa-Center 1965 eröffnete Royal Palast, in dem sich eine der weltweit größten Breitbild-Leinwände (32 m × 13 m) befand, musste 2004 aufgrund der veränderten Lichtspieltheater-Landschaft durch große Kino-Center schließen.
2021 gab es 70 Ladengeschäfte mit 80.000 Quadratmetern Verkaufsfläche.

## Sonstiges

Der Mercedes-Stern im Jahr 1967, zwei Jahre nach der Einweihung des Gebäudes

- Ein Wahrzeichen des Europa-Centers ist der weithin sichtbare Mercedes-Stern auf dem Dach des Büro-Turms. Er ist drei Tonnen schwer, hat einen Außendurchmesser von zehn Metern und dreht sich rund zweimal pro Minute um sich selbst, bei Sturm jedoch automatisch in den Wind. Es ist der größte sich drehende Mercedes-Stern sowie die größte drehbare Neonanlage der Welt. Nachts wird der Stern mit Hilfe einer Spezialanfertigung aus 681 Leuchtstoffröhren mit jeweils einem Meter Länge bei 6000 Volt Hochspannung angestrahlt.[6] Für Wartungsarbeiten kann der Stern umgelegt werden.
- Die Stachelschweine, ein Berliner Kabarettensemble, haben seit 1965 im Europa-Center ihre Spielstätte.
- Im Spionage-Thriller Finale in Berlin (1966) blickt Agent Harry Palmer (Michael Caine) vom Dach des Europa-Centers auf das Brandenburger Tor.
- Im Spionage-Thriller Das Quiller-Memorandum – Gefahr aus dem Dunkel (1966) beherbergt das damals neu erbaute Europa-Center in einem der oberen, noch leerstehenden Stockwerke eine britische Geheimdienstzentrale.
- Am 26. Februar 1973 wurde der Sockelbau durch einen bei Dacharbeiten entstandenen Großbrand schwer beschädigt.
- Im Film Christiane F. – Wir Kinder vom Bahnhof Zoo von 1981 wurden einige Szenen in den Verkaufsgängen und auf dem Dach des Europa Centers gedreht.[7]
- Die Uhr der fließenden Zeit im westlichen Innenhof stellt den Ablauf von Minuten und Stunden im Zwölf-Stunden-Takt dar. In einem System gläserner, zu Türmen angeordneter Kugeln und kommunizierender Röhren fließt farbiges Wasser und ermöglicht mittelbar die Anzeige der jeweiligen Uhrzeit. Immer um 1 Uhr nachts und um 13 Uhr leert sich das gesamte System – nur die Stundenanzeige bleibt sichtbar – und der Zyklus beginnt von neuem.
- Seit 1996 steht an der Tourist-Information im Europa-Center in der Budapester Straße die von Dieter Binninger für den Berliner Senat entwickelte Berlin-Uhr (fälschlicherweise auch Mengenlehreuhr genannt). Ursprünglich stand diese zwischen 1975 und 1995 auf dem Mittelstreifen des Kurfürstendamms / Ecke Uhlandstraße.
- In einem Wasserbecken im zweiten Innenhof stand der Lotus-Brunnen der Pariser Künstler Bernard und François Baschet, ein Wasserspiel mit optischen und akustischen Elementen. Er war eine Auftragsarbeit für die Treppenhalle der Neuen Nationalgalerie und wurde dort 1975 aufgestellt. Schon 1981 galt er dort als entbehrlich, 1982 überließ das Museum ihn dem Europa-Center als kostenlose Dauerleihgabe. Bei Umbauarbeiten im Jahr 2012 wurde er entfernt. An seiner Stelle entstand ein Café.
- In Analogie zum Europa-Center entstanden in Düsseldorf 1965–1967 das Kö-Center und in Bonn 1968/1969 das Bonn-Center, letzteres ebenfalls mit einem Mercedes-Stern versehen. Auch im Bonn-Center war jahrzehntelang eine bekannte Spielstätte der Kabarett-Branche ansässig, das Pantheon-Theater. Das Bonn-Center wurde im März 2017 gesprengt.
- Am vorgelagerten Flachbau steht seit 1987 die von Heinz Mack geschaffene, etwa 2 m × 2 m breite quadratische Lichtsäule mit nach oben abgeschrägter Spitze aus spiegelndem, durchsichtigem und goldgetöntem Farbfilterglas. Bis 2002 wurde sie durch 4550 computergesteuerte Halogenlampen in verschiedenen Farben erleuchtet. Bei der Sanierung der Säule im Jahr 2012 wurden sie durch moderne LED-Leuchten ersetzt. Am Henriettenplatz, am anderen Ende des Kurfürstendamms in Halensee, befindet sich als Gegenstück ein ebenfalls 1987 zur 750-Jahr-Feier Berlins aufgestellter Bronzeobelisk von Heinz Mack.
- Vom Dach des Europa-Centers hat man eine gute Aussicht auf Berlin. Diese Aussichtsplattform wurde wegen des Mercedes-Sterns i-punkt genannt und war mit Fernrohren ausgestattet. 1992 wurde sie aus Sicherheitsgründen geschlossen.[8]
- Zum 50. Jubiläum des Europa-Centers wurde die Geschichte Berlins aus Sicht des Einkaufszentrums von Hagen Liebing, dem ehemaligen Bassisten der Band Die Ärzte, unter dem Titel Berlins Weg in die Wolken veröffentlicht. Hier kamen Zeitzeugen wie Ulli Zelle und Hans-Werner Olm zu Wort.

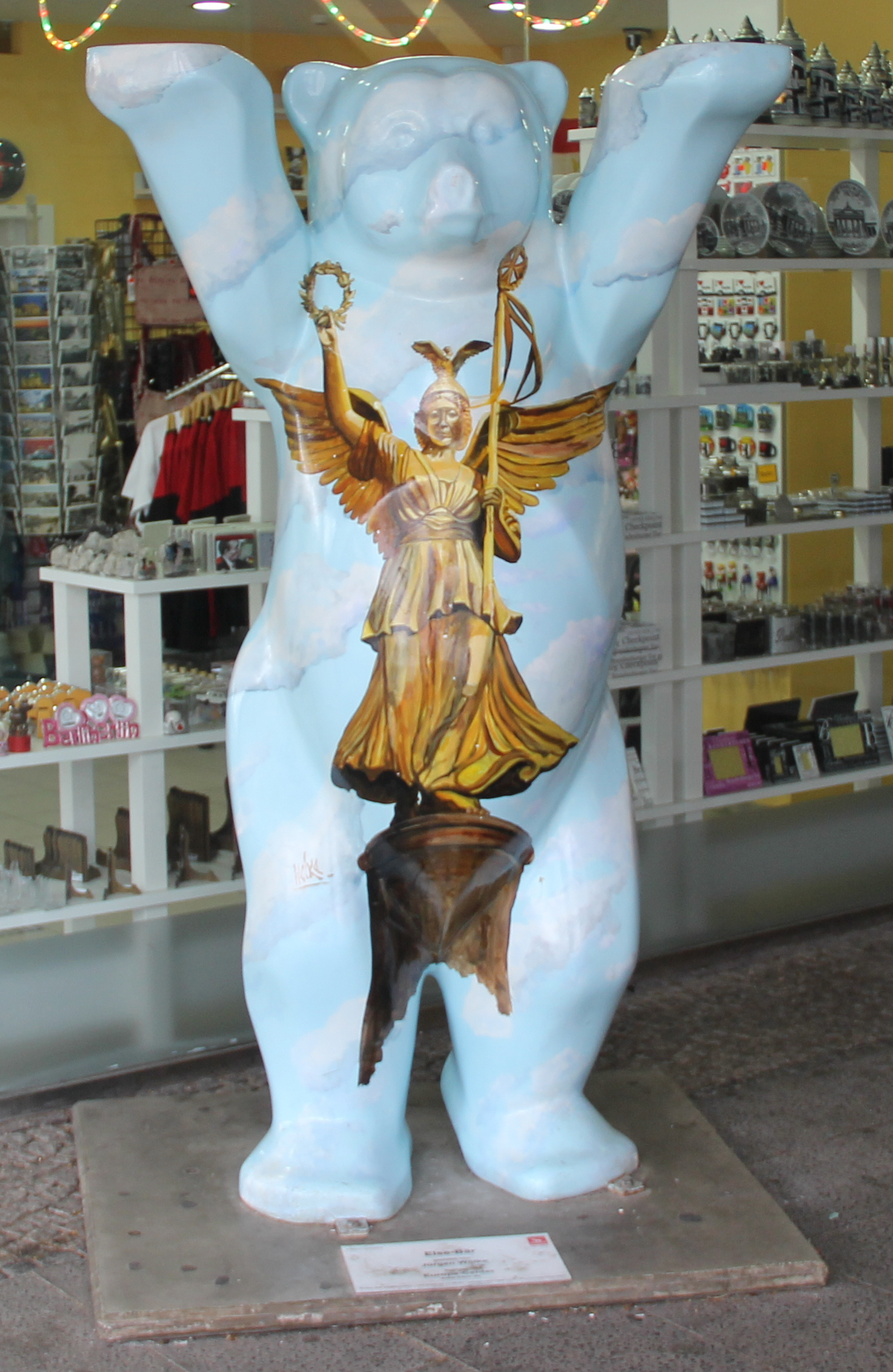
Einer von vier Buddy Bären, die im Europa-Center stehen
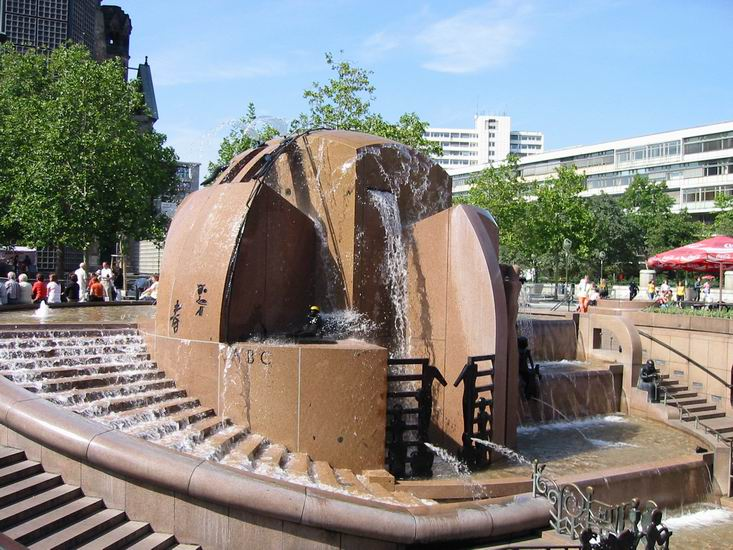
Weltkugelbrunnen („Wasserklops“) auf dem Breitscheidplatz
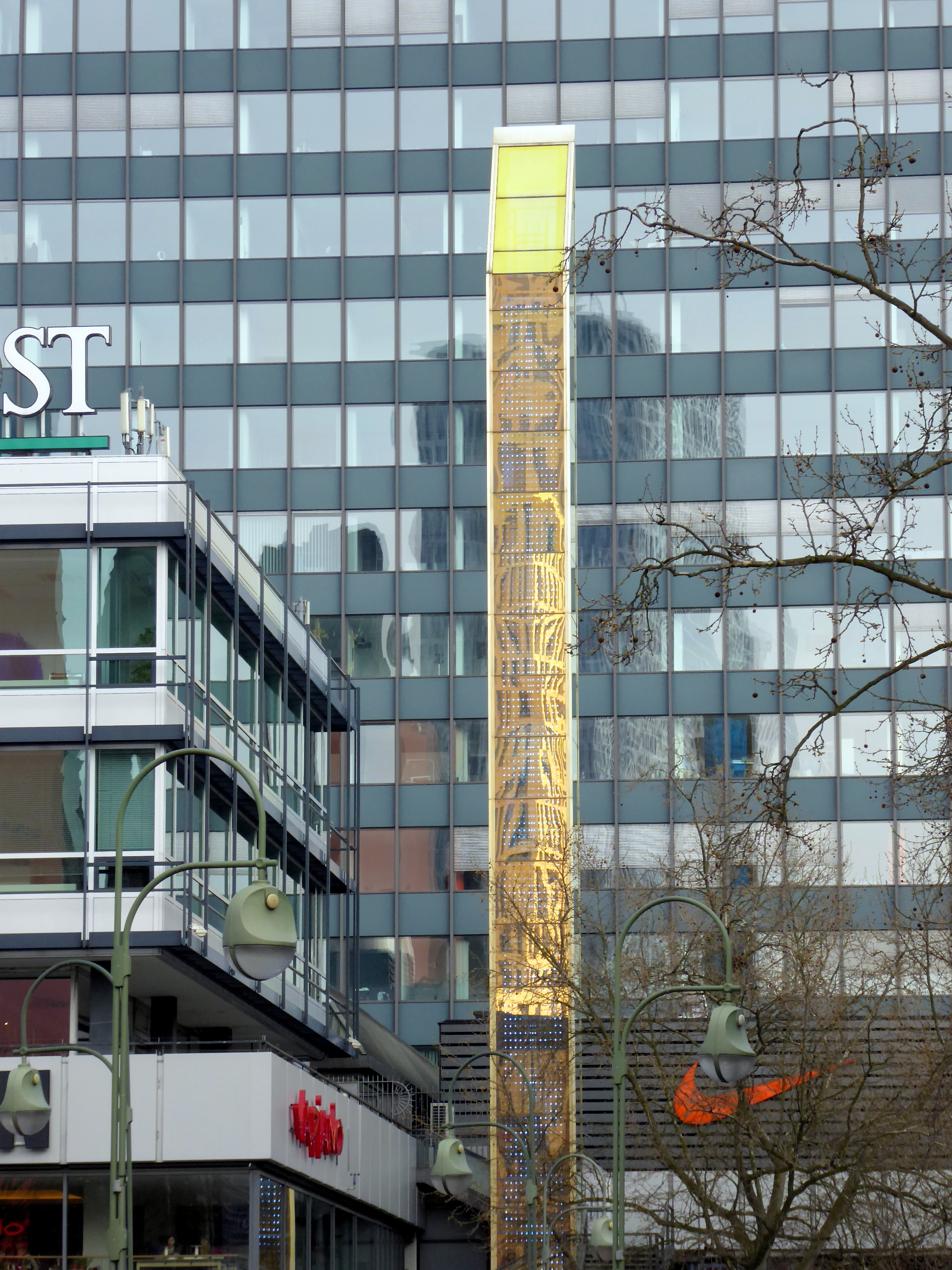
Lichtpfeiler von Heinz Mack, 1987